# Andreas Küppers
Andreas Küppers is een Duitse dirigent, pianist en klavecinist. Hij werkte met dirigent René Jacobs en met het B'Rock Orchestra.

## Biografie
Küppers groeide op in een muzikale familie. Zijn vader speelde piano en zijn moeder blokfluit. Het gezin maakte samen muziek en luisterde naar platen. Andreas wist al heel jong dat hij muzikant wilde worden. Toen hij zeven jaar oud was, begon hij piano te spelen. Hij studeerde eerst bij Catherine Vickers en Sibylle Cada. Later studeerde hij piano, klavecimbel en historische interpretatiepraktijk aan de Hochschule für Musik und Darstellende Kunst in Frankfurt, bij Wiebke Weidanz en Harald Hoeren. Daarna kreeg hij les van Jörg-Andreas Bötticher aan de Hochschule für Musik in Basel. Aan de Freiburger Musikhochschule kreeg hij les van Michael Behringer.
Als fortepianist en klavecinist trad hij op met Freiburger Barockorchester, Akademie für Alte Musik Berlin, Baltasar Neumann Ensemble, Staatskapelle Berlin, Deutsche Kammerphilharmonie Bremen, Junge Deutschen Philharmonie, Chamber Orchestra of Europe en Frankfurter Museumsorchester in zalen zoals Staatsoper Unter den Linden, Theater Dortmund, Theater an der Wien, Oper Frankfurt en Hessisches Staatstheater. Hij werkte samen met dirigenten zoals Thomas Hengelbrock, Ton Koopman en Yannick Nézet-Séguin en met muzikanten zoals Fabio Biondi, Michael Hofstetter, Christophe Coin, Louis Langrée, Michael Schneider, Stephen Isserlis en Kristin von der Goltz.
Van 2006 tot 2015 gaf hij les aan de Hochschule für Musik und Darstellende Kunst in Frankfurt.
Sinds 2013 dirigeerde hij verschillende ensembles aan het Vielklang Festival in Tübingen. In 2014 arrangeerde hij L'incoronazione di Poppea van Claudio Monteverdi, dat uitgevoerd werd in de Opera van Frankfurt. Sinds 2014 is hij artistiek directeur van de Kirchenkonzerte Karben. Hij werkte samen met Gottfried von der Goltz, Bernhard Forck, Mayumi Hirasaki, Hille Perl, Sibylla Rubens, Klaus Mertens en het Tölzer Knabenchor.
Als dirigent stichtte hij het vocale ensemble Teatro del Mondo, met muzikanten die meegewerkt hadden aan het Orfeo-Projekt der Musikhochschule Frankfurt. Met dit ensemble speelde hij op het Rheingau-Musikfestival, Festspiele Mecklenburg-Vorpommern, Young Euro Classic Berlin en het RheinVokal-Festival. In 2018 maakten ze de cd Orpheus met tenorzanger Julian Prégardien, waar ze het verhaal van Orpheus en Eurydice schetsen aan de hand van een verzameling liederen, madrigalen en aria's, van Robert Johnson via Henry Purcell tot Claudio Monteverdi. In 2021 brengen ze dit programma in deSingel in Antwerpen.
Hij is koorregisseur en klavecinist bij het B'Rock Orchestra. Voor de voorstelling Passio in 2020 fungeerde Küppers voor het eerst als dirigent van het orkest. Hij was jarenlang assistent van dirigent René Jacobs, waarmee hij projecten realiseerde op de Ruhrtriennale, Koninklijke Muntschouwburg in Brussel, Opéra Garnier in Parijs en het Aix-en-Provence Festival.

## Discografie
- Orpheus - Julian Prégardien, Teatro Del Mondo, Andreas Küppers (cpo Records - 2018)[9]
- Didone Abbandonata - Sunhae Im, Teatro Del Mondo, Andreas Küppers (cpo Records - 2020)